# Hauteville (Pas de Calais)
Hauteville és un municipi francès situat al departament del Pas de Calais i a la regió dels Alts de França. L'any 2007 tenia 282 habitants.

## Demografia

### Població
El 2007 la població de fet d'Hauteville era de 282 persones. Hi havia 107 famílies de les quals 22 eren unipersonals (18 homes vivint sols i 4 dones vivint soles), 37 parelles sense fills, 44 parelles amb fills i 4 famílies monoparentals amb fills.
La població ha evolucionat segons el següent gràfic:
Habitants censats

### Habitatges
El 2007 hi havia 113 habitatges, 108 eren l'habitatge principal de la família, 1 era una segona residència i 4 estaven desocupats. Tots els 113 habitatges eren cases. Dels 108 habitatges principals, 89 estaven ocupats pels seus propietaris, 17 estaven llogats i ocupats pels llogaters i 2 estaven cedits a títol gratuït; 2 tenien dues cambres, 9 en tenien tres, 22 en tenien quatre i 75 en tenien cinc o més. 97 habitatges disposaven pel capbaix d'una plaça de pàrquing. A 40 habitatges hi havia un automòbil i a 59 n'hi havia dos o més.

### Piràmide de població
La piràmide de població per edats i sexe el 2009 era:
| Homes | Edats   | Dones |
| ----- | ------- | ----- |
| 0     | 95 o +  | 0     |
| 0     | 90 a 94 | 4     |
| 0     | 85 a 89 | 4     |
| 0     | 80 a 84 | 4     |
| 4     | 75 a 79 | 0     |
| 4     | 70 a 74 | 0     |
| 12    | 65 a 69 | 8     |
| 4     | 60 a 64 | 4     |
| 4     | 55 a 59 | 8     |
| 12    | 50 a 54 | 12    |
| 20    | 45 a 49 | 16    |
| 8     | 40 a 44 | 8     |
| 4     | 35 a 39 | 8     |
| 12    | 30 a 34 | 8     |
| 12    | 25 a 29 | 8     |
| 8     | 20 a 24 | 0     |
| 24    | 15 a 19 | 4     |
| 4     | 10 a 14 | 16    |
| 0     | 5 a 9   | 0     |
| 4     | 0 a 4   | 0     |

## Economia
El 2007 la població en edat de treballar era de 180 persones, 138 eren actives i 42 eren inactives. De les 138 persones actives 130 estaven ocupades (72 homes i 58 dones) i 9 estaven aturades (3 homes i 6 dones). De les 42 persones inactives 18 estaven jubilades, 13 estaven estudiant i 11 estaven classificades com a «altres inactius».

### Ingressos
El 2009 a Hauteville hi havia 116 unitats fiscals que integraven 311 persones, la mediana anual d'ingressos fiscals per persona era de 20.076 €.

### Activitats econòmiques
Dels 7 establiments que hi havia el 2007, 1 era d'una empresa alimentària, 1 d'una empresa de construcció, 2 d'empreses de comerç i reparació d'automòbils, 1 d'una empresa d'hostatgeria i restauració, 1 d'una empresa immobiliària i 1 d'una empresa de serveis.
Dels 3 establiments de servei als particulars que hi havia el 2009, 2 eren tallers de reparació d'automòbils i de material agrícola i 1 lampisteria.
L'únic establiment comercial que hi havia el 2009 era una fleca.
L'any 2000 a Hauteville hi havia 8 explotacions agrícoles.

## Equipaments sanitaris i escolars
El 2009 hi havia una escola elemental integrada dins d'un grup escolar amb les comunes properes formant una escola dispersa.

## Poblacions properes
El següent diagrama mostra les poblacions més properes.